# Championnats d'Asie de judo 2008
Navigation
Édition précédente Édition suivante
Les championnats d'Asie de judo 2008, vingtième édition des championnats d'Asie de judo, ont eu lieu les 26 et 27 avril 2008 à Jeju, en Corée du Sud.